# 1962 Dunant
1962 Dunant è un asteroide della fascia principale. Scoperto nel 1973, presenta un'orbita caratterizzata da un semiasse maggiore pari a 3,1796539 UA e da un'eccentricità di 0,2388768, inclinata di 1,55313° rispetto all'eclittica.
L'asteroide è dedicato all'umanista svizzero Henry Dunant.